# Alias Systems Corporation
A Alias Research foi fundada em 1983 e em 1995 se fundiu com a Wavefront Technologies (fundada em 1984) incorporadas pela Silicon Graphics Inc (SGI). Juntas formaram a Alias|Wavefront e lançaram o programa Maya em 1998 - que se tornou uma das ferramentas mais poderosas para modelagem, renderização e animação. Sua incrível capacidade de produção foto-realística pode ser vista em filmes como Matrix, Senhor dos Anéis, King Kong, Piratas do Caribe, Final Fantasy, Um Dia Depois de Amanhã, Exterminador do Futuro 3, Guerra dos Mundos, Poseidon, Homem Aranha, Mar em Fúria, Era do Gelo, Robôs, Minoroty Report, Eu Robô, Crônicas de Narnia, X-men, Star Wars, Expresso Polar, Harry Potter, Transformers, entre muitos outros. Todos os  filmes citados foram produzidos com a versão Alias Maya 7, ou em versões anteriores. O único filme que os produtores provavelmente usaram a versão mais recente, agora da Autodesk, foi no filme Transformers (2007).
O precursor do Alias Maya e até mesmo do Alias StudioTools foi o lendário Alias PowerAnimator, fruto do Alias Research, que foi usado nos primórdios da Computação Gráfica, um pouco antes dos anos 90, filmes como O Segredo do Abismo, Exterminador do Futuro 2, Jurassic Park, Independence Day, O Máskara, True Lies, Forrest Gump, e etc... O prestígio e a qualidade desse software abriu as portas para o futuro do mundo 3D, futuro esse que começou em junho de 1998 com o desenvolvimento do brilhante software Maya.
O Maya é conhecido pela sua incrível usabilidade e flexibilidade. É um programa totalmente customizável, sua estabilidade oferece a seus usuários total segurança e confiabilidade na execução de grandes projetos e animações. Além disso, possui ainda a linguagem de programação própria, o MEL (Maya Embedded Language), que facilita ao usuário poder criar ferramentas, animações mais complexas, entre outras inúmeras coisas. Além do Maya possuir o renderizador próprio (Maya Software), renderiza também, rapidamente, com o Maya Hardware usando o máximo da capacidade VGA, também pode renderizar perfeitamente em vetor com o Ravix, usado para cartoons e web, e por fim, perfeitamente integrado com o Maya está o renderizador Mental Ray, uma das ferramentas mais fantásticas para renders, seu realismo pode ser visto em filmes como Homem Aranha, Poseidon, Matrix, Exterminador do Futuro 3, O Dia Depois de Amanhã, entre outros. Além de todos esses renders que já vem integrados com o software, a Pixar, famosa pelos seus incríveis filmes de animação, produz o Pixar RenderMan para vários programas 3D, inclusive para o Maya, que funciona perfeitamente com todos componentes, iluminações e shaders, e suas vantagens para com o Mental Ray é a sua ótima velocidade de renderização. 
Existem duas versões do programa, uma é conhecida como Maya Complete que inclui ferramentas de modelagem, animação, renderização, paint tool, toon shading, Maya API/SDK e MEL. E a versão Maya Unlimited, que além das ferramentas existentes na versão Complete, possui ainda Maya Fluid Effects, Maya Cloth, Maya Hair, Maya Fur e Maya Live. Além disso, as mesmas versões são disponíveis para 5 Sistemas Operacionais diferentes, sendo eles Microsoft Windows XP/Vista, Apple Mac OS X, Irix, Unix e Linux.
Outro software desenvolvido pela Alias, não menos importante que o Maya, é o Alias StudioTools, software usado pelas maiores empresas de design industrial e automotivo do mundo, integra sofisticadas ferramentas para modelagem, possuindo maneiras inovadoras para desenvolver geometria através de curvas, aliando também desenhos gráficos ou rascunhos em painéis de perspectiva, feito especialmente para tablet. 
Usado por companhias como AT&T, BMW, Boeing, Fiat, Ford, General Motors, Honda, Italdesign, Kodak, Kwikset, Mattel, Price Pfister, Renault, Rollerblade, Sharp, Trek Bicycle, Teague, Timex, Jaguar Design e etc... Entretanto, o StudioTools oferece ainda 4 pacotes com interfaces diferentes de acordo com o que cada usuário precisa, o Alias DesignStudio que é um pacote completo de design conceitual e comunicação de conceitos de design usando rascunhos, ilustrações, renderização fotorealística, animações, protótipos rápidos e modelos digitais 3D, o outro pacote é Alias Studio que inclui a funcionalidade do DesignStudio mais ferramentas de modelagem e avaliação para produzir superfícies de altíssima qualidade e detalhes de acabamento para deixar seu design pronto para fabricação. Você tem controle sobre o design dentro do ciclo de desenvolvimento para que o resultado final seja fiel à intenção do design, o terceiro pacote é o Alias AutoStudio que é a solução completa de design automotivo, incluindo todas as características do Studio mais modelagem avançada e ferramentas de avaliação, assim como ferramentas para integração digital e protótipos físicos, e por fim, a versão Alias SurfaceStudio que permite a modelagem de dados digitalizados e solução de superfície técnica para o desenvolvimento de superfícies Classe A, modelagem avançada, avaliação de modelagem de dados digitalizados do AutoStudio sem as características de design e visualização como rascunho, animação e renderização.
Um programa que é altamente integrado e compatível com o Alias StudioTools é o Alias ImageStudio, é um produto revolucionário que possibilita aos designers criar rapidamente imagens reais renderizadas de modelos 3D para design de comunicação e vender ideias em revisões e apresentações. Use modelos 3D para criar imagens digitais de maneira alternativa, prática e eficaz para fotografias ou recriações de ilustrações 2D. Trabalha eficientemente com grandes e complexos modelos, como aqueles utilizados em projetos de transporte, normalmente vindos dos pacotes CAD. Ferramentas de organização dos dados auxiliam no manuseio de modelos com múltiplas partes e superfícies. Visualização tipo raios-X proporciona uma rápida interação e auxilia na seleção de componentes dos modelos que estão escondidos atrás de outros objetos.
A Alias desenvolveu também o Alias PortfolioWall, software para grandes sistemas touchscreen que o deixam visualizar, dividir, anotar, gerenciar e decidir sobre trunfos visuais digitalizados. O PortfolioWall pode ser apresentado em salas de reunião, centros de apresentação, estúdios ou mesmo na sua área de trabalho. É habilitado para visualizar uma ampla cadeia de imagens 2D, incluindo: RGB, PIX, JPEF, GIF, TIF, BMP, PIC, TGA, EPS, PSD, IFF. Arquivos de filmes também são suportados, AVI, QuickTime® MOV, MPG e Flash (não interativo). PortfolioWall inclui um visualizador 3D que possibilita a visualização de imagens em alta qualidade de modelos feitos no StudioTools ou em outro pacote 3D. A interface simples com controles de zoom e rotação em um ambiente virtual. O novo visualizador baseado no StudioTools oferece uma rápida performance para grandes pastas de arquivos, display de imagens de alta qualidade, e diagnósticos de ferramentas de avaliação para examinar a qualidade das superfícies. Ele também possibilita usuários de outros programas que não o StudioTools a gerenciar as revisões dos trabalhos em progresso e revisar desenhos sem requerer acesso ao StudioTools ou ter conhecimento para isso.
Além desses grandes softwares, a Alias desenvolveu também o Alias MotionBuilder que, por sua vez, possui uma grande coleção de ferramentas de animação em tempo real, realizando desde tradicionais animações por key-frame às complexas edições de motion capture. Funcionando com a extensão FBX, garante a integração do software em qualquer linha de produção, facilitando totalmente a transferência de objetos do 3ds max, Maya, ou qualquer outro pacote 3D que suporte esse formato. O programa está disponível para Windows XP/Vista e Apple Mac OS X.
Outro programa desenvolvido especialmente para ilustradores e desenhistas é o Alias SketchBook Pro, uma das mais aprimoradas ferramentas para pinturas e desenhos, projetado com uma simples e sofisticada interface, fornece as melhores ferramentas artísticas: rápidos traços à lápis; canetas de marcação, pincéis, desenho em camadas e uma inovadora maneira de movimentar a tela. Todos artistas e designers possuem toda a liberdade que precisam para transmitir suas idéias, de pequenos rabiscos à ilustrações com qualidade de impressão, utilizando um completo conjunto de ferramentas. Simula grafites de vários tipos, canetas hidrográficas, marcadores, pincéis artísticos e aerógrafo. Todas as ferramentas têm suas propriedades modificadas rapidamente pela ajuda dos menus flutuantes. Utiliza a tecnologia patenteada Marking Menu™ (presente no Maya), os usuários podem acessar muitos comandos do programa com um simples toque, sem ficar procurando opções por menus e barras de ferramenta. Como não utiliza nenhum formato próprio, é possível importar e exportar suas criações para qualquer outro software que trabalhe com os principais formatos de imagem. Essa integração é ainda maior com o Adobe® Photoshop®; pois ilustrações em múltiplas Layers criadas no SketchBook Pro são reconhecidas completamente pelo software. O programa possui pacotes disponíveis para Microsoft Windows XP/Vista e Apple Mac OS X.
A contribuição que a Alias Research concedeu, desde 1983, foi de um valor inestimável para todas as futuras gerações de artistas gráficos, porque, além de tudo, a Alias juntamente com todos seus integrantes, principalmente Bill Buxton, realmente conseguiram mudar a face do 3D, do design, da interatividade e da realidade.
Em junho de 2004 a Accel-KKR e Ontario Teacher´s Pension Plan compraram a Alias da Silicon Graphics, e em 10 de Janeiro de 2006 a Autodesk completou a aquisição da Alias por $197 milhões de dólares.